# Філарет Милостивий
Філаре́т Милости́вий (бл. 702 — 792) — православний святий, візантійський землевласник з малоазійської провінції Пафлагонії.

## Життєпис
Праведний Філарет Милостивий, син Георгія і Анни, жив у VIII столітті в селищі Амнії Пафлагонської області (Мала Азія). Жінка його, Феозва, походила з багатої і знатної сім'ї, у них були діти; син — Іоанн і дочки — Іпатія та Єванфія. Філарет був багатим і знатним вельможею, але не тішився багатством, знаючи, як багато людей страждає від злиднів.
Згідно з житієм, відзначався незвичайною добротою і чуйністю до потреб своїх ближніх. Його будинок був розграбований під час однієї з арабо-візантійських воєн. У нього залишилось тільки два воли, корова, кілька вуликів і дім. Але і це останнє він поступово роздав убогим. Стійко і лагідно він переносив дорікання жінки і глузування дітей. «Я маю в потаємних місцях, не відомих для вас, таке багатство і такі скарби, — відповідав він рідним, — яких вистачить вам, навіть якщо ви і сто років проживете не працюючи і ні про що не турбуючись».
І Господь воздав Філарету за його милосердя: коли була віддана остання міра пшениці, його давній друг прислав йому сорок мір, а після того, як була віддана убогому тепла одежа, до нього повернулось багатство.
В той час візантійська імператриця Ірина (797—802) шукала наречену для свого сина — співправителя Константина Сліпого (780—797 рр.) і для цього по всій імперії розіслала посланців. Посли не минули і Амнії. Коли Філарет і Феозва дізналися, що найвищі гості мають бути і в їхньому домі, Філарет дуже зрадів, а Феозва, навпаки, зажурилася: в домі не було взагалі ніякої їжі, а про належну гостину годі було й думати. Але Філарет наказав жінці добре прибрати в домі. Сусіди, дізнавшись, що мають прибути царські посли, принесли вдосталь все, що треба для багатого бенкету. Посланці відібрали для царських оглядин разом з десятьма дівчатами і онуку Філарета — Марію. Перевершивши своїх ровесниць красою, лагідністю і скромністю, вона 788 року стала царицею, а Константин Сліпий щедро обдарував Філарета.
Так повернулися до Філарета і багатство і слава. Але, як і раніше, святий благодійник щедро роздавав милостиню убогим, влаштовував їм трапези і сам прислуговував на цих трапезах. Всі дивувалися з Філаретового смирення й казали: «Воістину чоловік цей весь Божий, істинний ученик Христів». Слузі він наказав зробити три скрині й наповнити їх окремо золотими, срібними та мідними монетами: з першої отримували милостиню зовсім убогі, з другої — ті що втратили кошти, а з третьої — ті, що лицемірно виманювали гроші.
Не приймаючи почестей, в смиренні та любові до убогих досяг блаженний старець віку 90 років. Передбачаючи свою кончину, він вирушив до Константинопольського монастиря Родольфії, роздав там все, що мав при собі, на монастирські нужди та убогим. Прикликавши рідних наставляв їх перебувати в любові до бідних і нестяжанні і мирно відійшов до Господа. Упокоївся він в 792 році і похований в обителі Суда Родолфія у Константинополі.
Святість праведного Філарета підтвердило явлене після його смерті чудо. Коли тіло святого несли до місця поховання, один чоловік, одержимий бісом, схопився за труну і йшов разом із похоронною процесією. На кладовищі сталося зцілення біснуватого: біс повалив чоловіка на землю, а сам вийшов із нього. Багато інших чудес і зцілень здійснилось при гробі святого.
Після смерті праведного Філарета його дружина Феозва трудилась, відбудовуючи в Пафлагонії монастирі і храми, зруйновані під час нашесть чужинців.

## Почесті
Філарета Милостивого стали вважати своїм покровителем воїни після того, як він подарував коня бідному солдатові, щоб той міг відбувати службу. Цього святого вважають своїм патроном також пасічники. 